# Friedrich von Westhoff
Friedrich von Westhoff (* 1611 in Lübeck (?); † 1694 wohl in Dresden) war ein deutscher Rittmeister, Lautenist und Posaunist.

## Leben
Westhoff war Rittmeister in Diensten König Gustav Adolfs von Schweden. Von Kurfürst Johann Georg I. von Sachsen wurde er in der Dresdner Hofkapelle als Kammermusiker zunächst als Lautenist angestellt, wechselte später aber zur Posaune. Seine Stellung in der Hofkapelle hatte er bis zur Regentschaft Johann Georgs III. (1680–1691) inne. Westhoff war der Vater des Komponisten und Violinisten Johann Paul von Westhoff.